# 초접사
초접사(Extreme Macro 또는 Super Macro)는 피사체를 실물 크기 이상으로 확대해서 찍는 사진이다. 접사촬영(Close-up)에서 한 단계 더 나아가서 현미경 수준의 디테일을 추구하는 사진 예술의 한 장르다. 일반적으로 곤충 겹눈의 구조가 선명하게 보이게 촬영한다.
가령, 가로세로 20mm의 곤충을 똑같은 면적(1:1 또는 등배)으로 찍거나 40mm로 증폭(2:1 혹은 2배)해서 이미지 센서에 담는 기법이다.
전자는 1/1 매크로(Macro) 기능을 가진 렌즈를 장착하고 후자는 접사링(접사튜브)을 끼우면 된다.
참고로 렌즈 메이커마다 간이 매크로 기능을 넣었다고 홍보한다. 하지만 이러한 렌즈로는 최대 절반(1:2) 혹은 4분의 1(1:4) 비율로 찍을 수 있을 뿐이다.
익스트림 매크로를 찍을 때는 1:1 등배촬영을 지원하는 렌즈가 기본으로 쓰인다. 여기에 접사튜브를 장착하면 슈퍼 매크로 이미지를 담을 수 있다. 필름 카메라 시절에도 초접사 촬영을 했으나 디지털 시대에 들어오면서 발달한다. 필름의 제한 없이 수백~수천 장의 사진을 확보할 수 있어서다.

## 장비 선택
필름 크기와 똑 같은 이미지 센서를 가진 카메라(풀프레임 바디, 센서 면적은 36mm × 24mm)는 초접사에 적합하지 않다. 피사계심도(선명하게 초점이 맞는 범위)가 1mm 이하로 줄어들므로 전체적인 디테일을 얻을 수 없기 때문이다.
- 초접사 전문가는 예외없이 크롭바디(APS-C, 센서 크기는 23.6mm×15.6mm)를 쓴다. 렌즈와 피사체의 거리가 가까워지면 심도가 얕아지는 기계적인(물리적인) 특성이 있으므로 조리개는 무조건 조인다. 즉, F22 ~ F29로 맞춰서 가능한 피사계심도를 늘려야한다. 그 이상으로 조일 수도 있으나 회절현상으로 오히려 선명도가 낮아지므로 피해야 한다.

나이콘(Nikon) DSLR에는 D200, D300, D300s, D500이 있다. 캐논(Canon)에도 여러 크롭바디가 있으나 일반적으로 나이콘 카메라가 주류를 이룬다. 제조 시점에서부터 접사를 염두에 두고 만들기 때문이다.
- 렌즈는 60mm를 가장 많이 쓴다. 초접사의 극단적인 화질을 가장 잘 나타낼 수 있다. 50mm도 쓰이고는 하나 종류가 적다. 그 이하로 내려가면 피사체와 렌즈 끝 부분이 닿을듯 하므로 촬영이 어렵다. 85mm 이상의 망원렌즈는 셔속(셔터스피드) 확보의 어려움으로 인하여 초접사에 적합하지 않다.

추천하는 렌즈는 3개다. 'Tamron SP AF 60mm',  'Canon MP-E 65mm', 'Nikon AF Micro NIKKOR 60mm'.
접사링은 'KENKO EXTENSION TUBE'를 쓴다.
- 초접사에서 스피드라이트(플래쉬)는 필수다. 번쩍빛(순간광)을 써야 셔속을 확보할 수 있고 흔들리지 않은 사진을 얻을 수 있다. F22 이상의 조리개에서는 셔속이 낮아질 수 밖에 없으며 아이소(ISO)를 올리는 것은 현명하지 않다. 따라서 번쩍!하고 스피드라이트가 터지는 순간에 피사체를 찍는 원리가 필요하다.[3]

## 찍는 방법
- ISO는 400까지만 올린다. 높은 아이소를 적용하면 화질이 거칠어지므로 초접사의 목적에 부합하지 않는다.

- 촬영 후에는 사진 리터칭을 반드시 거쳐야 한다. 포토샵이나 김프(GIMP) 같은 프로그램을 이용한다. 전자는 돈을 내고 써야 하지만 후자는 오픈 소스이므로 누구나 공짜로 쓸 수 있다.

얕은 심도를 극복하기 위해 쌓기(Sacking)를 이용하기도 한다. 각기 다른 부위에 초점을 맞춰서 찍고 리터칭을 통해서 한 장으로 합치는 방법이다. 수십에서 수백장의 사진을 융합시켜야하므로 피사체가 움직이지 않고 배경이 단순할수록 성공적인 이미지를 얻는다. 같은 대상을 0.5mm 정도의 차이를 두고 수천장을 찍기도 하므로 매우 힘들다. 전세계적으로 초접사 전문가가 손에 꼽을 정도인 까닭이다.
한편, 스태킹은 살아서 움직이는 곤충에 적용하기에는 무척이나 제한적이다. 비전문가는 보통 죽은 곤충을 바늘에 꼽고 촬영하므로 쉽게 알아볼 수 있다. 겹눈이 퇴색했거나 허여멀건 동태눈처럼 바래기 때문이다. 다리를 뻗거나 더듬이가 둥그렇게 말린것도 생명을 다한 것이다. 생동감이 없고 자세가 어색하므로 누구나 알아차릴 수 있다.
그러므로 쌓기를 위해서는 이른 새벽이나 밤중에 찍는다. 곤충은 변온동물이라 온도가 낮으면 활동성이 떨어진다. 번데기에서 우화한 직후에 촬영하는 것도 한 방법이다. 쌓기한 사진은 오해를 없애기 위해 몇장으로 합성했는지 알리는 것이 기본적인 규칙이다.

## 참조 및 실용적인 촬영법
사체를 찍어봤자 생동감은 전혀 느낄 수 없다. 동양화에서 기본 중의 기본이 기운생동이다. 사진가이면서 곤충에 관해 해박한 지식을 가진 사람은 거의 없다. 그러다보니 표본이나 말라 비틀어진 벌레를 찍어놓고 전문가인척 대중을 호도한다.
우리나라에서 제대로 된 초접사 사진집은 지금까지 단 1권이 나와 있다. '비글스쿨'에서 나온 [로봇 아닙니다 곤충입니다 - 이상헌 지음, 2020]. 비글스쿨은 도감 전문 출판사로 알려진 '자연과생태'의 어린이를 위한 브랜드다.
크롭 센서를 가진 DSLR 카메라와 60mm 1:1 매크로 렌즈. 여기에 플래시와 접사링을 장착하면 자연에서 살아있는 생물을 찍을 수 있다. 기타 부가 장비(벨로우즈, 리버스 링, 매크로 레일 등)는 필드에서 걸리적거리므로 사용하기 어렵다.